# بيارن سولبرغ
بيارن سولبرغ هو سياسي نرويجي، ولد في 6 مايو 1877، وتوفي في 16 يناير 1928. نشط حزبياً في حزب المحافظين. وقد انتخب نائب عضو برلمان النرويج ‏ عن دائرة Market towns of Telemark and Aust-Agder counties ‏ وقد انضم خلال فترته النيابية ‏ (1925 – 1927) للكتلة البرلمانية حزب المحافظين.